# Bezirksverwaltungsgericht Kaunas

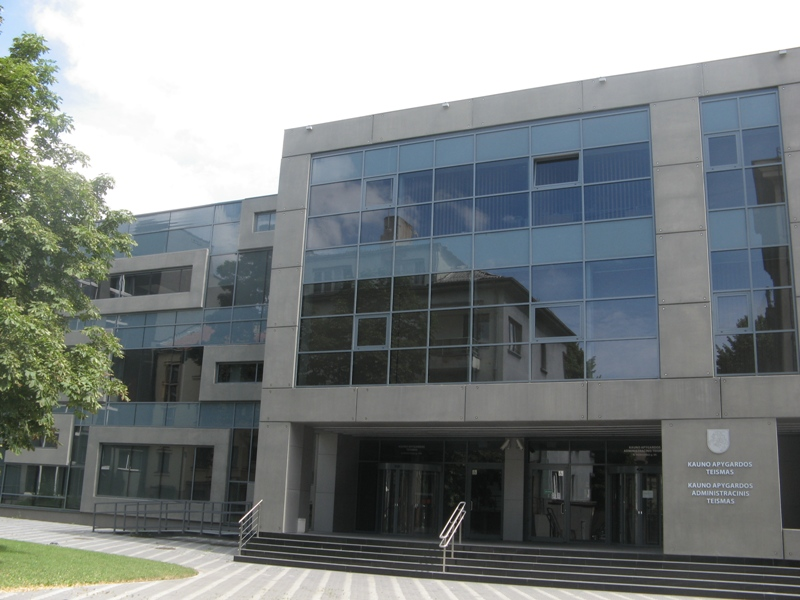
Gebäude

Das Bezirksverwaltungsgericht Kaunas (lit. Kauno apygardos administracinis teismas, KAAT) ist eines von fünf Bezirksverwaltungsgerichten in Litauen. Der Sitz ist in Kaunas (A.Mickevičiaus g. 8 A, LT-44312 Kaunas). Das Bezirksverwaltungsgericht Kaunas wurde 1999 gegründet (auch wie alle litauische Verwaltungsgerichte).

## Richter
Gerichtspräsident ist Gintaras Čekanauskas. Insgesamt gibt es zehn Richter.